# Mortier (arme)
Pour les articles homonymes, voir Mortier.
Un mortier ou lance-mine est une arme légère d’artillerie, sans culasse – la force de recul étant absorbée par le sol, ou la plate-forme renforcée d'un véhicule –, destiné au tir proche de la verticale (hausse supérieure à 45°), ce qui lui permet d'atteindre un site proche très masqué. Dans la plupart des cas, l’obus est chargé par la bouche et mis à feu en tombant par gravité sur un percuteur fixe. L'arme a un tube court et généralement lisse (sans rayures) ; dans une variante moins fréquente (à ergot ou spigot), il n'y a même pas de tube du tout, mais une tige-guide sur laquelle le projectile (éventuellement une roquette) est empalé. Cependant il existe des mortiers lourds chargés par la culasse et de ce fait mis a feu par un autre procédé, dont peuvent être dotés les mortiers automoteurs.

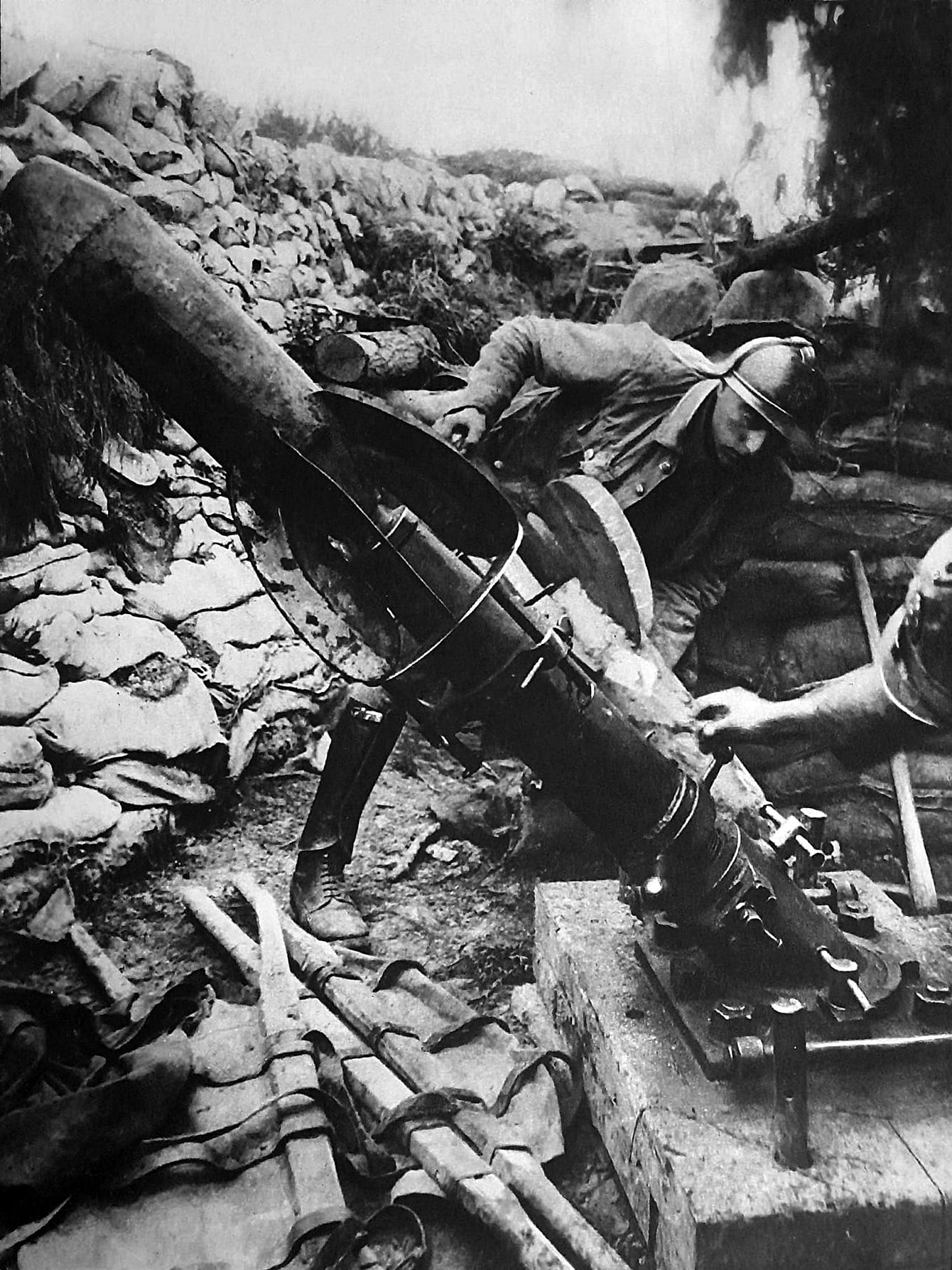
Lance-bombe en action au poste N°4 à Dixmude – Première guerre mondiale.

Né comme une arme de siège au XVIIe siècle et nommé comme l'ustensile auquel il ressemble, le mortier se simplifie pour devenir à partir de la Première Guerre mondiale une arme d'appui essentielle de l'infanterie. Elle lui permet d'attaquer un ennemi retranché avec une pièce bien plus mobile et demandant moins de logistique que l'artillerie conventionnelle. Dans ses versions lourdes, confiées à des artilleurs, par rapport aux autres pièces d'artillerie le mortier est plus simple et moins cher à fabriquer, et il peut atteindre des calibres très importants capables de lancer les projectiles les plus lourds ; en contrepartie sa portée est réduite.

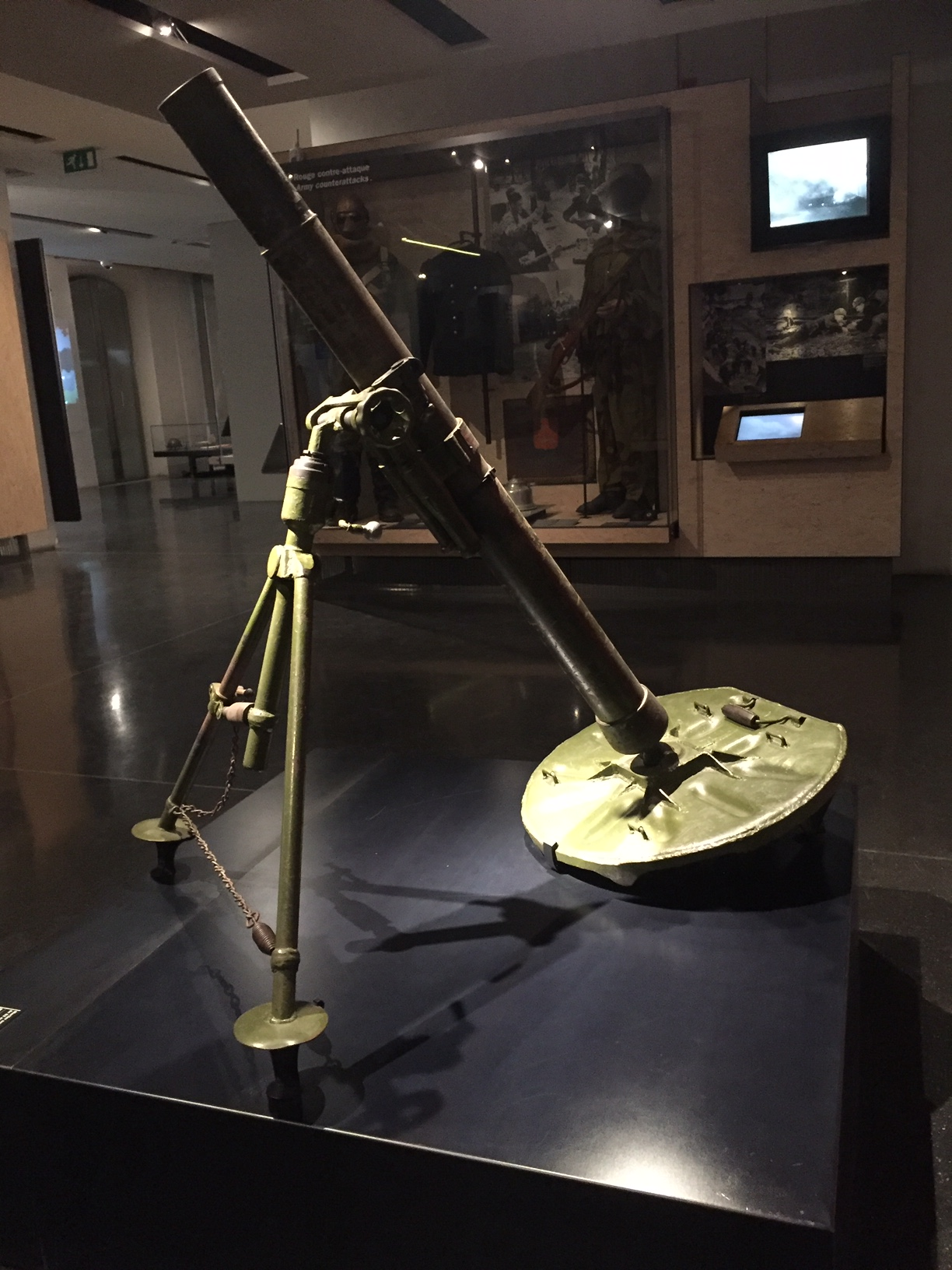
Un mortier russe de la Seconde Guerre mondiale, conservé au musée de l'armée.

## Types

### Mortier desiège

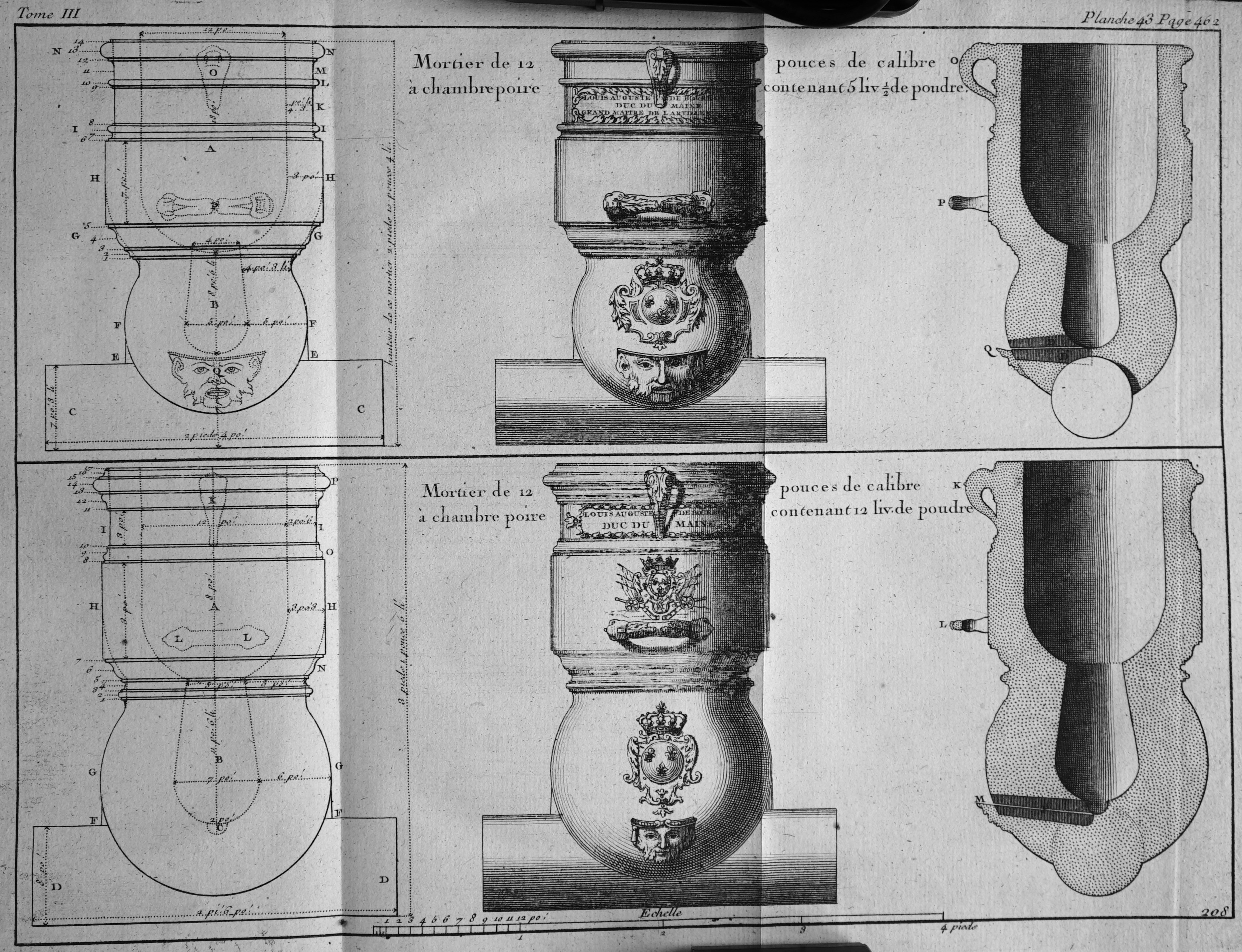
Mortier à chambre en poire, milieu du XVIIIe siècle, de 5 livres et 12 livres de poudre.

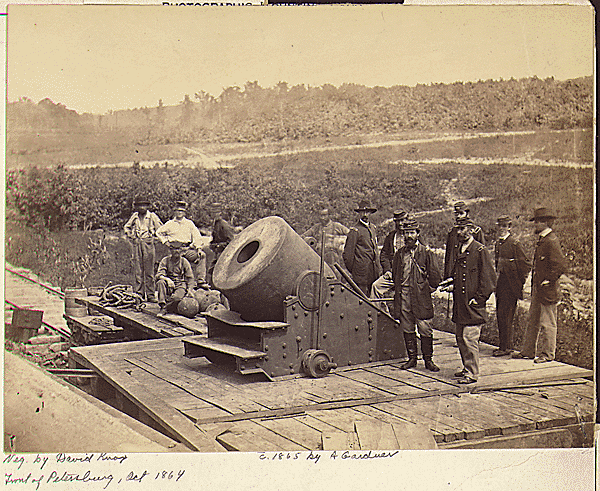
Le mortier de siège Dictator de calibre 330 mm et pesant plus de 7,7 tonnes. C'est le plus lourd utilisé pendant la guerre de Sécession.

Le mortier est né au XVIIe siècle, du besoin d'artillerie capable d'effectuer des tirs contre des objectifs masqués lors d'un siège. En effet, la généralisation et l'augmentation des canons avait fait évoluer les travaux de défense vers d'épais remblais de terre, inattaquables par un boulet en tir tendu. On eut alors l'idée d'envoyer un nouveau projectile, la bombe, en tir courbe par-dessus les fortifications pour atteindre les défenseurs, jusque-là abrités. Le projectile, arrivant moins vite et moins apte au rebond, avait dû être adapté : on utilisa un corps creux rempli de poudre et mis à feu par une fusée. L'usage de celle-ci nécessitant un double allumage difficile et dangereux, le projectile puis la charge propulsive, ainsi que de savants calculs pour la trajectoire, le mortier restait une arme maniée par des spécialistes. De plus, son gros calibre et l'absence de roue sur son affût en faisaient une pièce peu mobile et utile uniquement lors des sièges ; pour pratiquer le tir masqué sur le champ de bataille, on inventa et utilisa une pièce intermédiaire entre le canon et le mortier, l'obusier.
L'apparition des fortifications en béton à la fin du XIXe siècle provoqua l'apparition du mortier de siège, encore plus puissant, tirant des munitions perforantes spéciales, pour venir à bout du toit des casemates. Développé jusqu'à la Seconde Guerre mondiale, ce type de mortier finit par disparaître au cours de celle-ci, faute d'objectif nécessitant son emploi. L'apogée est le mortier automoteur allemand Karl d'un calibre de 600 millimètres.

### Mortier de marine

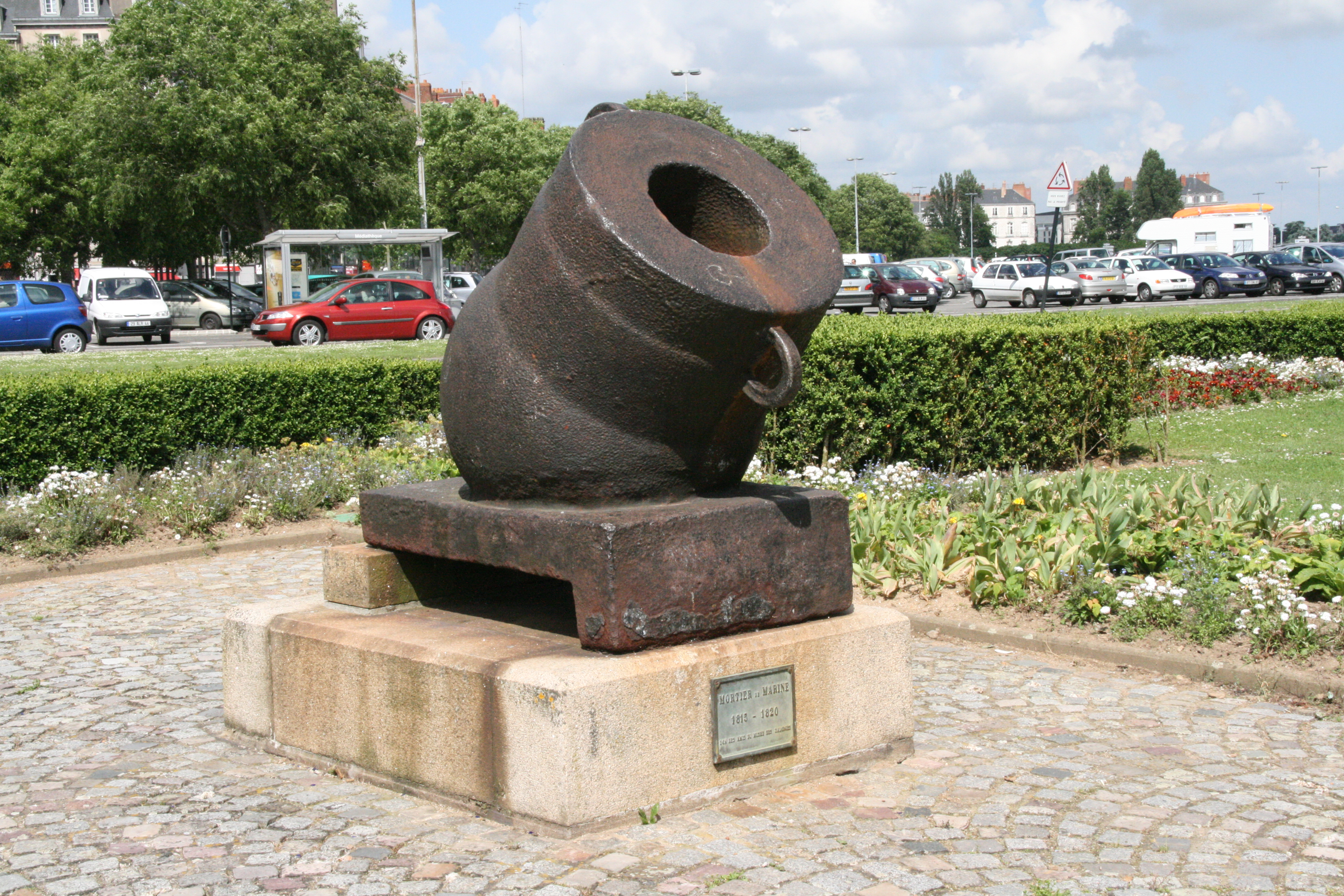
Un mortier de marine à plaque du début du XIXe siècle.

Aux XVIIe et XVIIIe siècles, la marine a également utilisé le principe des mortiers avec des vaisseaux spécialisés nommés « bombardes » ou « Galiotes à bombes ». Ils étaient destinés à la destruction par la mer de constructions côtières (villes, ports, digues...) non défendues par de l'artillerie et nécessitaient la maîtrise de la mer aux alentours, une galiote à bombe étant affourchée sur plusieurs ancres et donc immobile et non manœuvrante pendant la phase de tir. De plus leurs capacités nautiques étaient médiocres et leurs moyens de défense limités.
Les Français en ont fait usage en Méditerranée, principalement contre les barbaresques, et les Anglais dans la Baltique et sur la côte Atlantique lors des guerres napoléoniennes.

### Mortier léger (60 et 81mm)

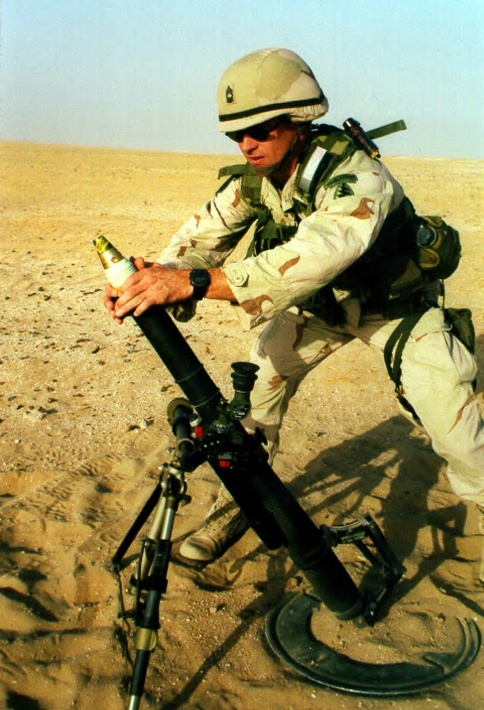
Soldat de l'US Army chargeant un mortier M224 de 60 mm.

Le mortier moderne, lui, naît dans la boue des tranchées de la Première Guerre mondiale, l'infanterie ayant besoin d'une arme pour atteindre son adversaire dans la tranchée en face. On met au point une série d'armes pratiquant le tir courbe, comme les lance-torpilles ou les lance-grenades. En 1915, Sir Wilfred Stokes met au point son trench mortar de 81 mm (Mortier Stokes), littéralement mortier de tranchée, qui devient le premier mortier moderne. Appelée crapouillot par les soldats français, cette arme et ses dérivés sont utilisés tout au long de la guerre avec un grand succès. En effet, sa trajectoire courbe permet d'atteindre plus facilement les tranchées adverses que l'artillerie qui tire très en arrière du front.
Après la guerre, ces armes sont améliorées et donnent le mortier tel qu'il existe de nos jours. Il est rendu démontable et transportable par de petites équipes et les munitions sont rendues extrêmement efficaces par l'emploi de la fusée percutante, explosant au choc. C'est la société Brandt qui fixe le standard du mortier d'infanterie, avec ses deux modèles conçus dans les années 1920, le mortier Mle 27/31 de 81 mm et le 60 mm.
Cette nouvelle arme est très mobile car elle se démonte en trois parties, l'embase, le tube et le bipied, toutes les trois transportables par un homme à pied. Sa munition, l'obus de 81 mm, est terminée par une queue empennée, autour de laquelle est fixée la charge propulsive. Elle est facile d'emploi : il suffit de la lâcher dans le tube et, arrivant au fond, l'amorce, située à son extrémité arrière, est mise à feu par un percuteur fixe au fond du tube. Ce principe est simple, le tube n'a pas de parties mobiles compliquées à fabriquer et un tireur entraîné arrive à tirer entre vingt et vingt-cinq obus à la minute. Les opérations de pointage et de mise en batterie restent simples et ne nécessitent pas un personnel nombreux ni des équipements spécifiques comme les pièces d'artillerie conventionnelles, on règle la portée en inclinant plus ou moins le tube avec une manivelle située sur bipied et en ajoutant et retirant des portions de la charge propulsive. L'observation et le réglage du tir peuvent être effectués à la jumelle.
Cette arme s'impose très vite, et est adoptée ou copiée de façon plus ou moins modifiée par la plupart des armées. L'URSS choisit par exemple d'utiliser le calibre de 82 mm, qui a l'avantage de pouvoir utiliser les munitions de 81 mm, moyennant une perte de précision, l'inverse étant impossible.

### Mortier lourd (120mm)

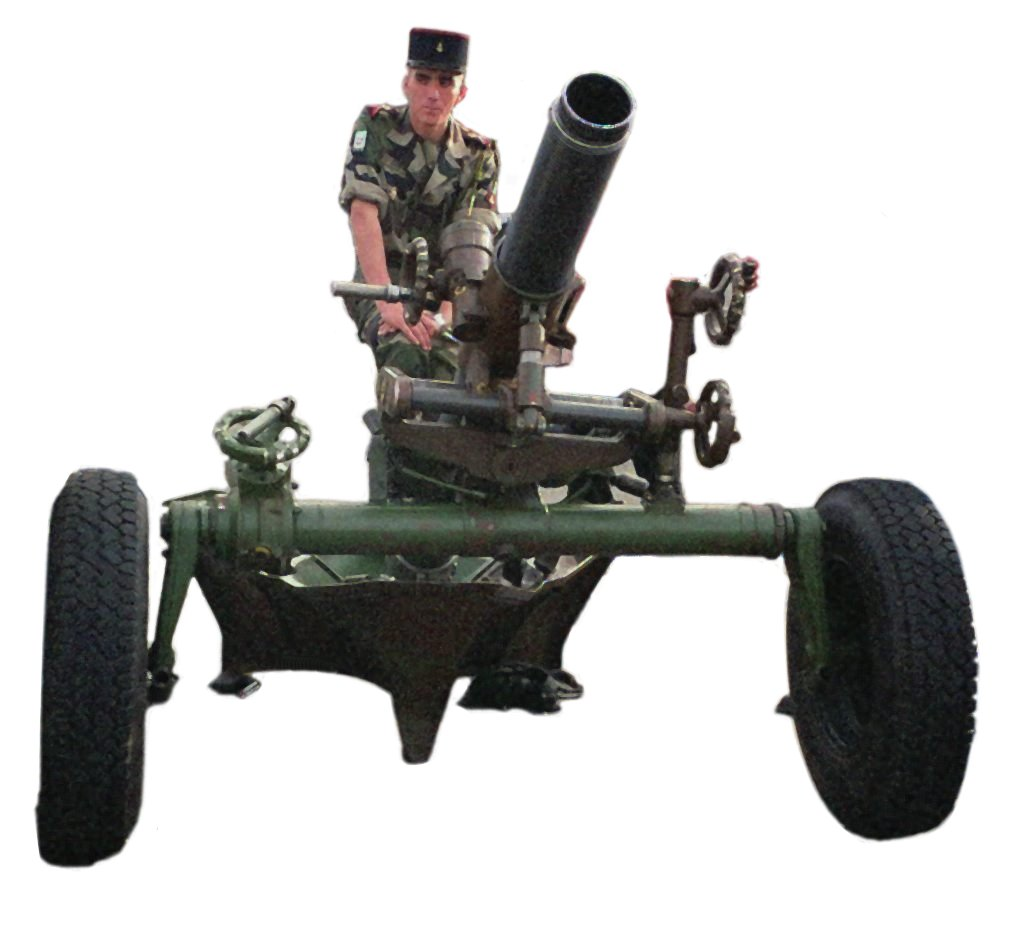
Mortier français MO 120 RT de 120 mm.

C'est l’Union soviétique qui fait évoluer le mortier à l'approche et pendant la Seconde Guerre mondiale. En 1938, elle met en service un modèle plus lourd d'un calibre de 120 mm, destiné à l'échelon régimentaire. Poussés par leur manque d'artillerie conventionnelle, à la suite des terribles pertes de l'été 1941, les Soviétiques confient le mortier à des artilleurs privés de canons. Leurs mortiers lourds, regroupés dans des régiments, voire des brigades de mortiers, comprenant 108 pièces, compensent le manque d'obusiers ou de canons.
En 1943, un modèle encore plus puissant de 160 mm est mis en service, puis après guerre un de 240 mm, dont l'obus de cent kilogrammes dépasse largement la puissance destructive d'un obus de 155 mm d'obusier. Même si l'utilisation est restreinte du fait de la portée plus courte, cette artillerie au rabais est d'une efficacité redoutable pour préparer le terrain aux unités d'assaut.
En 1950, la France développe le mortier de 120 mm moderne.

### Mortier automoteur

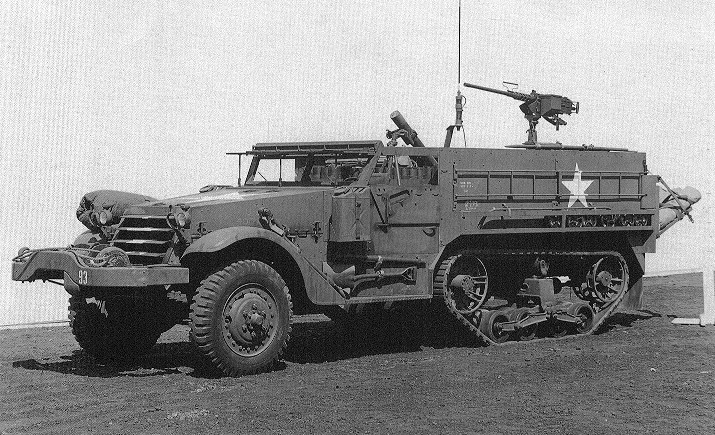
Semi-chenillé américain M21 sur lequel a été installé un mortier de 81 mm.

Au cours de la Seconde Guerre mondiale, bien que le mortier soit assez mobile pour suivre les troupes à pied, apparaît le besoin de lui fournir un support automobile, pour pouvoir suivre les unités mécanisées naissantes: le mortier automoteur.
La première solution trouvée est d'utiliser un simple mortier d'infanterie à partir d'un véhicule dont le plancher a été renforcé, on utilise alors des semi-chenillés de transport d'infanterie (SdKfz 250/7, SdKfz 251/2, MMC M4/M21), voire de simple camions, mais aussi des chars démodés où le mortier est installé dans le puits de tourelle, en lieu et place de celle-ci. L'arme peut être alors démontée et servir à terre en dehors du véhicule.

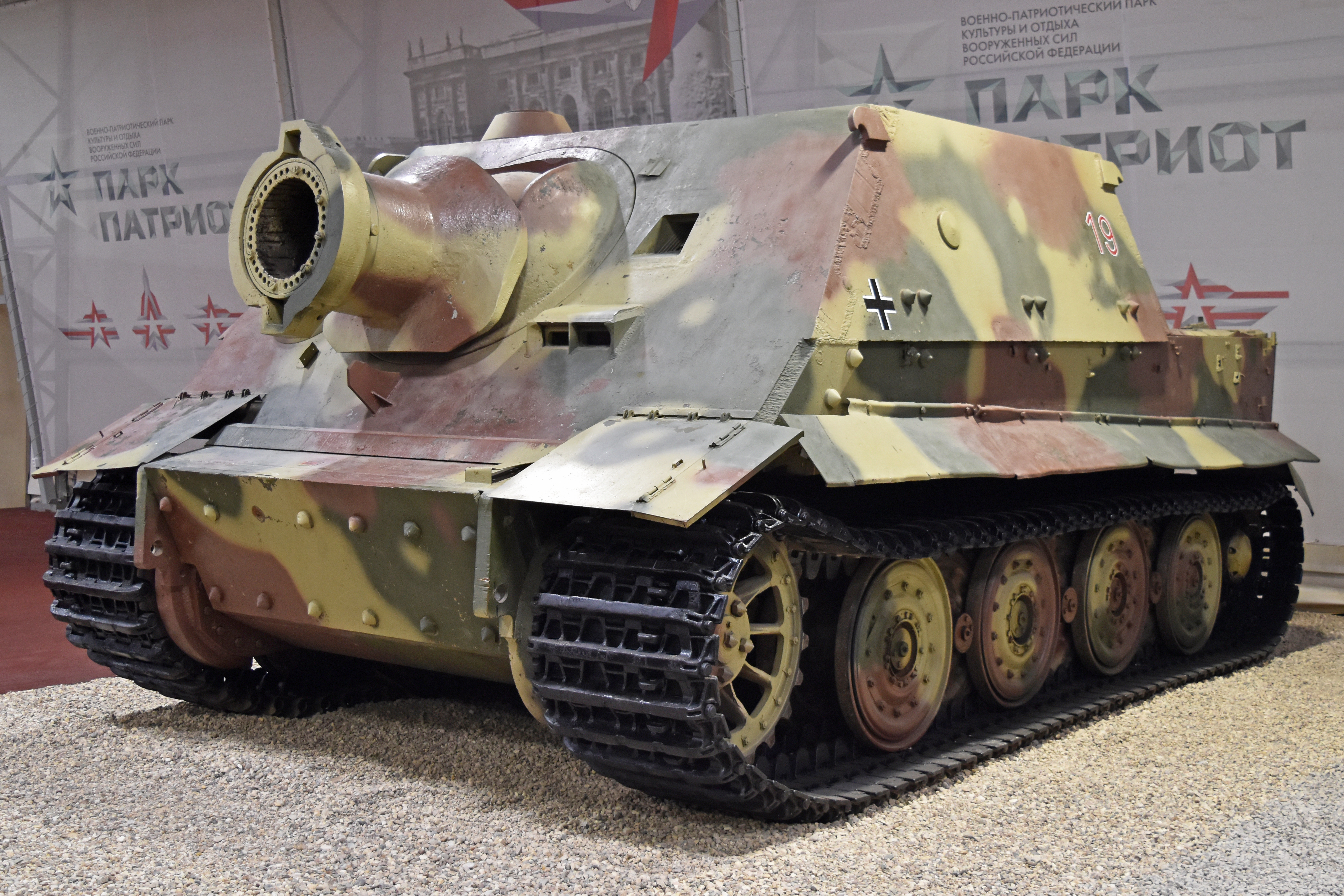
Sturmtiger doté d'un mortier de 380 mm RW61 L/5.4 exposé au musée des Blindés de Koubinka

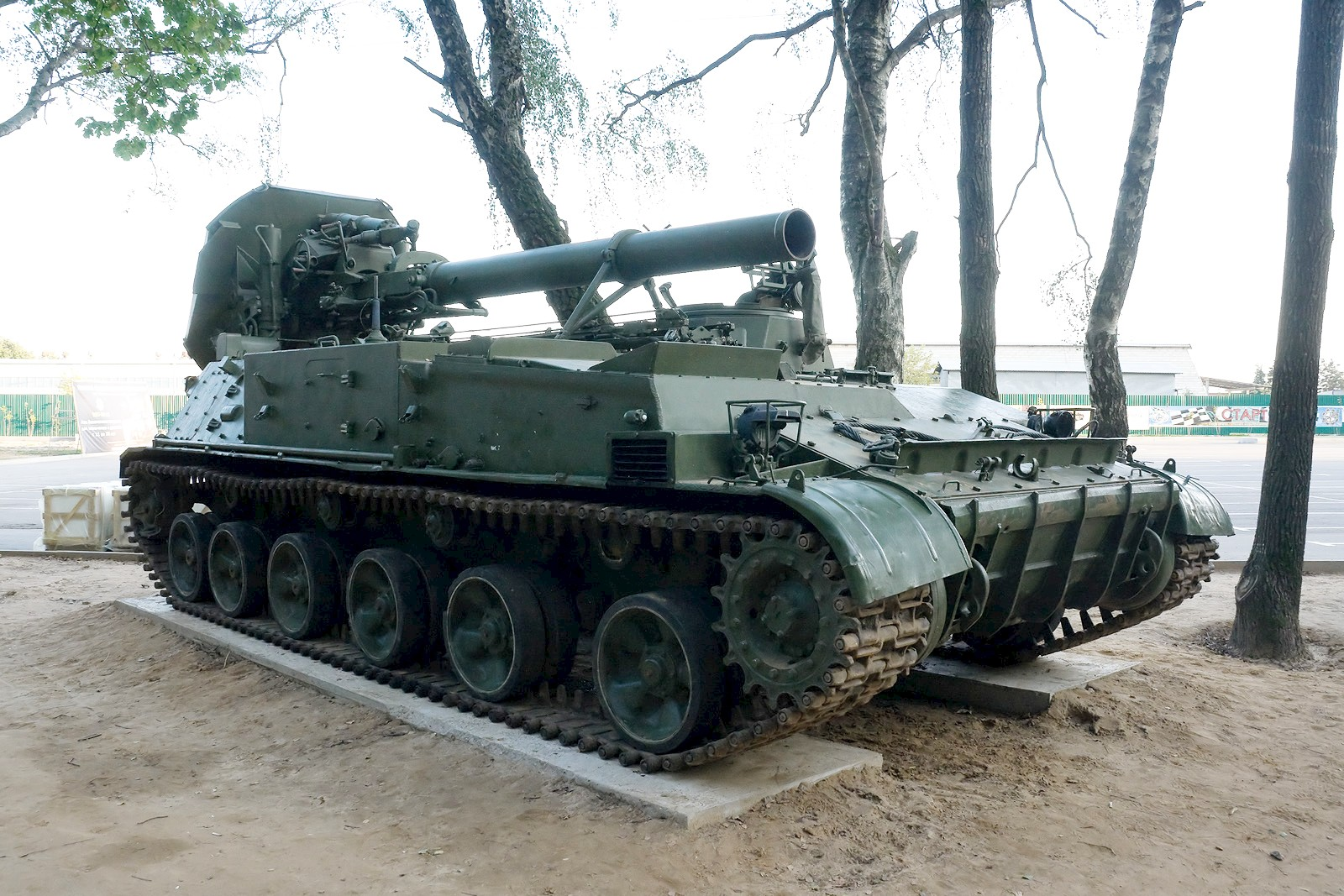
Mortier automoteur de conception soviétique 2S4 d'un calibre de 240 mm.

Par la suite, apparaissent de véritables mortiers automoteurs où l'arme est intégrée au véhicule et ne peut être servie qu'à partir de celui-ci. Un modèle imposant, le Sturmtiger sur châssis Panzer VI Tiger verra le jour destiné au combat urbain pendant la Seconde Guerre mondiale. Une des armées pionnières dans ce domaine est Tsahal, qui réutilise de nombreux tubes lourds, d'origine soviétique, sur des châssis comme celui du M4 Sherman. Les Soviétiques leur emboîtent le pas avec des modèles comme le 2S4, ou le 2S9. Un autre modèle novateur est l'Advanced Mortar System (AMOS), mis au point par les Finlandais et les Suédois dans les années 2000 ; bitube, il tire des munitions « intelligentes » à guidage infrarouge, pour attaquer les chars par le dessus.

### Mortier à ergot (spigot mortar)

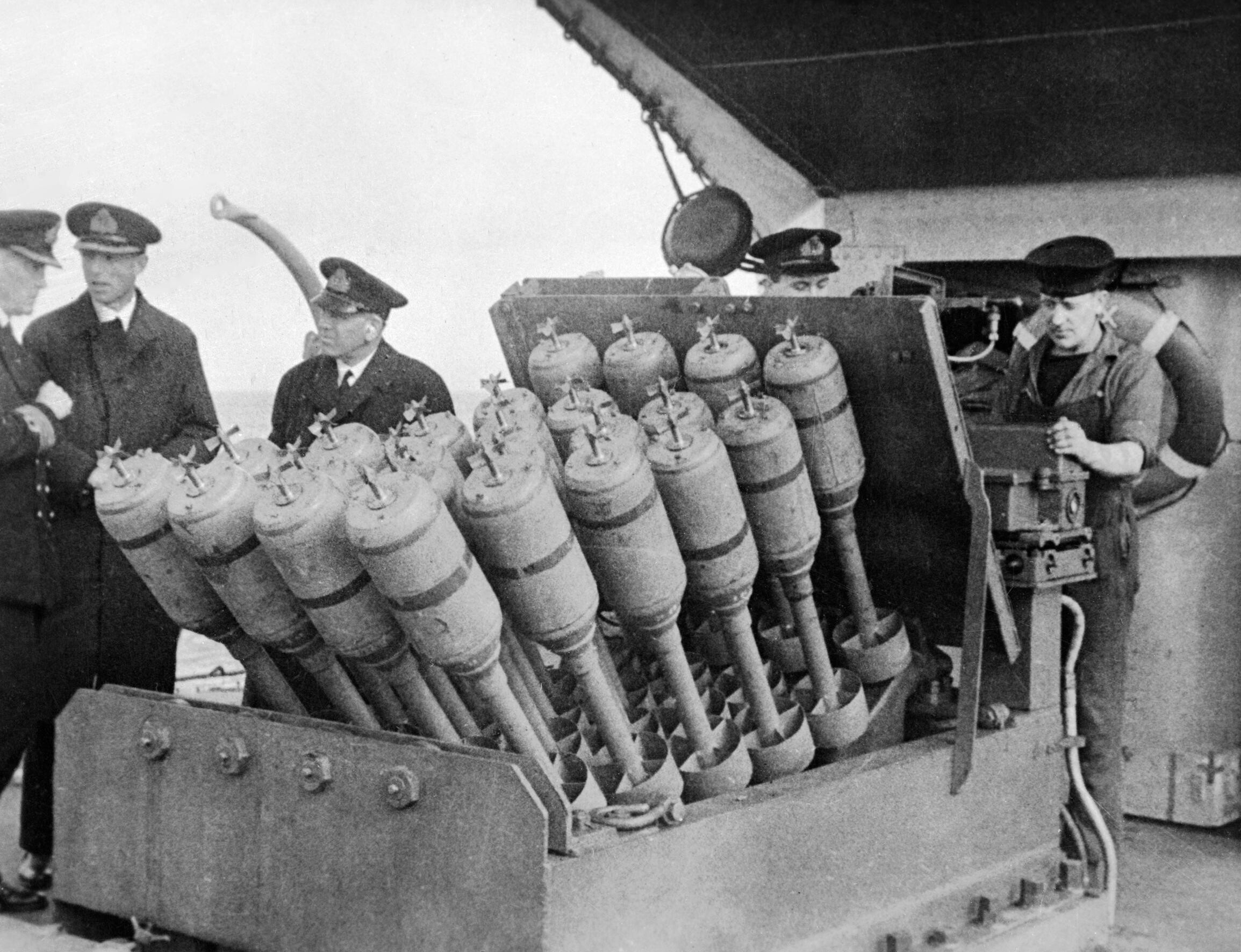
Mortier de lutte anti-sous-marine Hedgehog en 1945

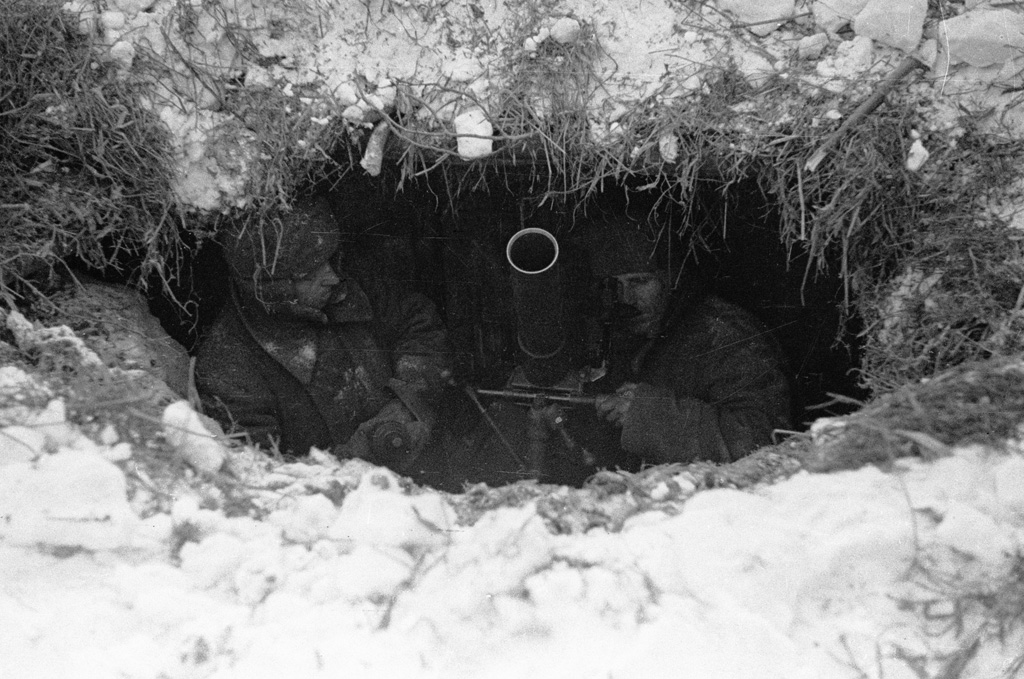
Mortier russe
Photo d'Alexandre Oustinov (1941)

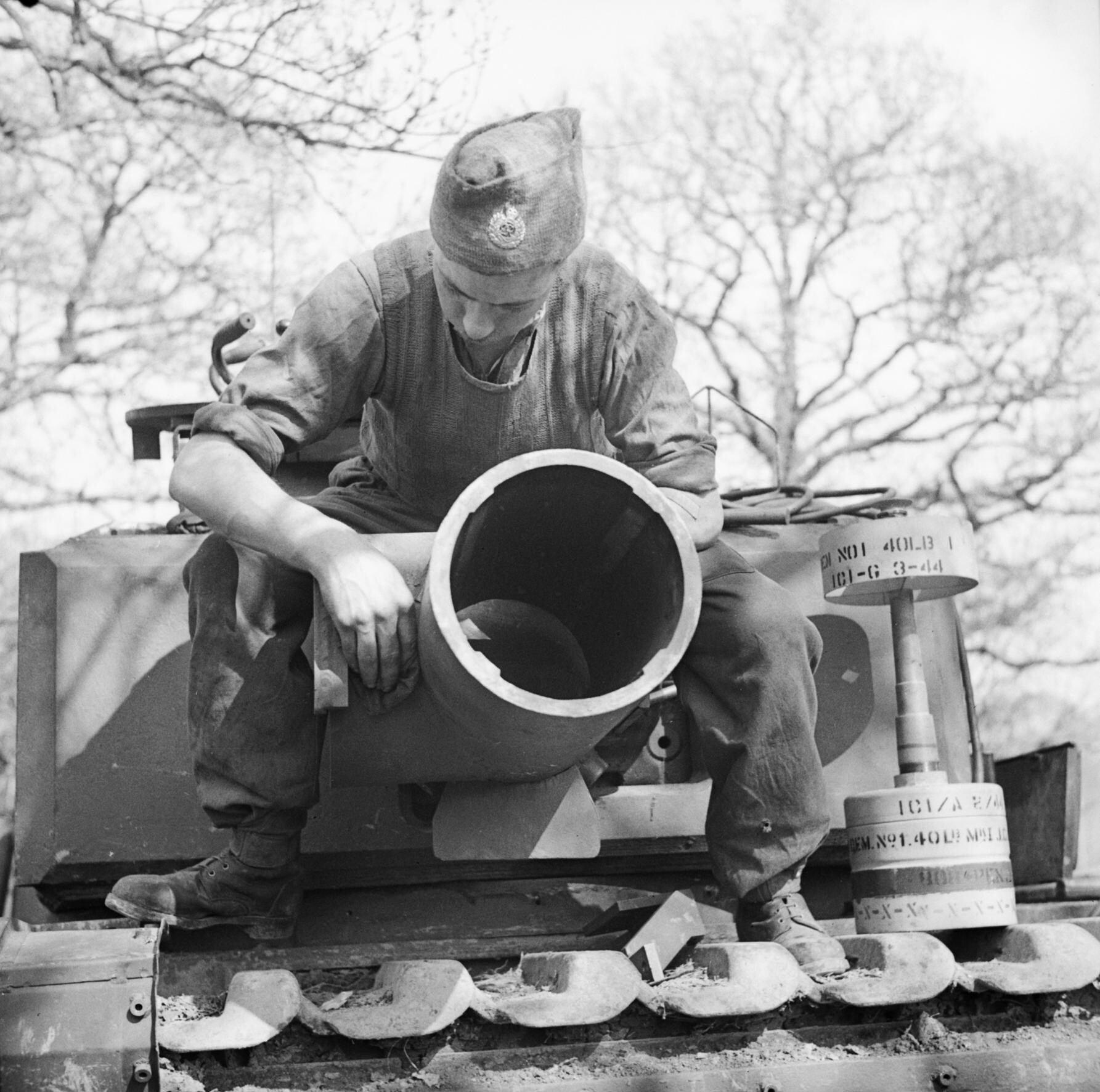
Churchill AVRE. On voit bien que le berceau, ajouré, n'est pas un canon et le tube de la munition (charge propulsive en haut, explosif en bas).

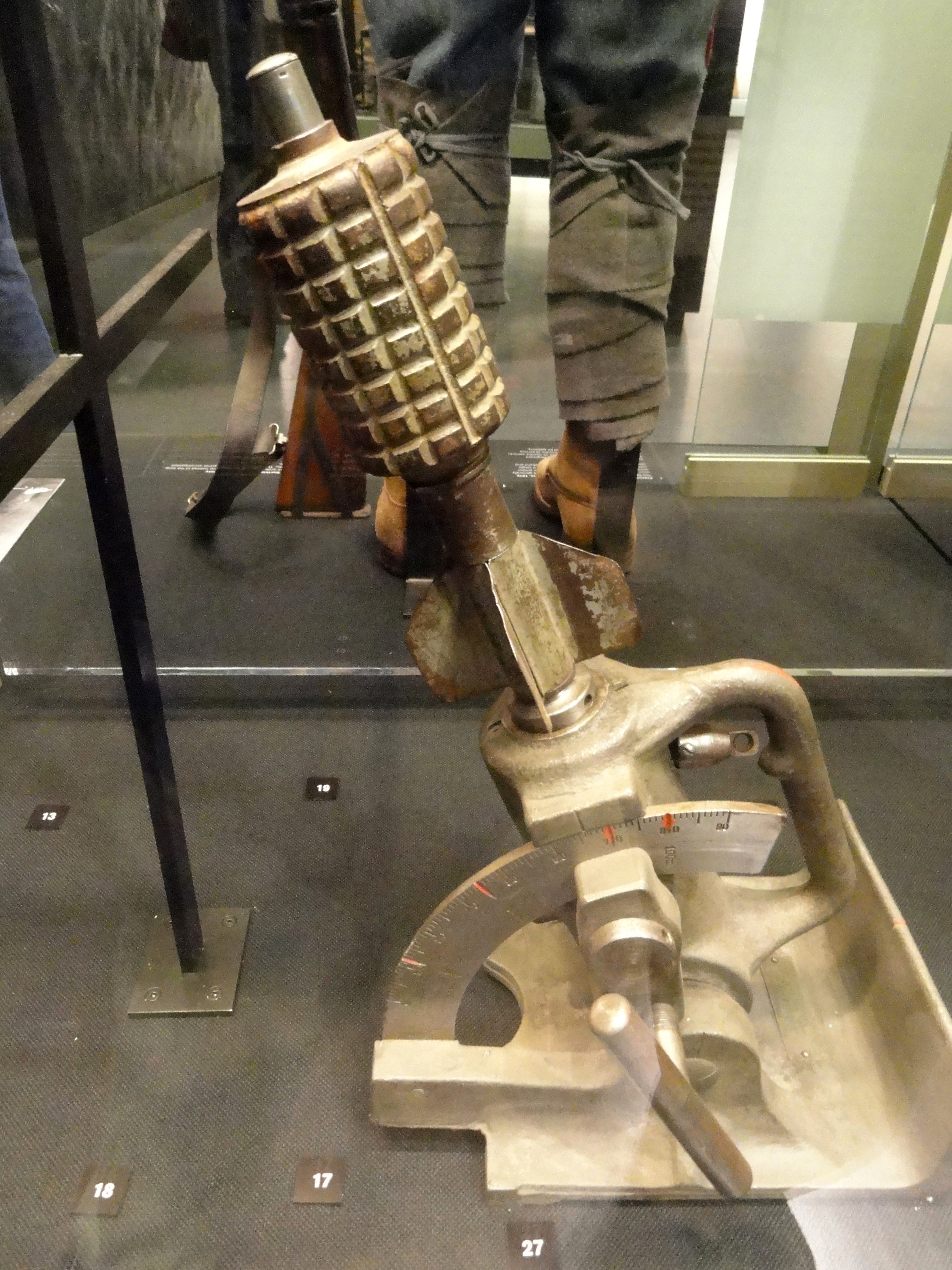
Granatenwerfer 16.

Le mortier à ergot, spigot mortar en anglais, voit son agencement inversé : c'est le projectile qui comporte un tube en haut duquel la charge propulsive envoie les gaz assurant le lancement, la base ne comportant qu'une tige (d'où son nom) et éventuellement un berceau mais pas de canon. En d'autres termes c'est le projectile qui se projette et non le canon (avec la charge propulsive) qui le pousse.
La répartition du poids entre l'arme et le projectile est plus équilibrée, ce qui, pour des armes portables, peut être un avantage tant qu'on ne porte pas beaucoup de munitions, mais surtout l'absence de canon permet de lancer des charges beaucoup plus grosses que le lanceur.
Arme antichar :
- Blacker Bombard britannique. Arme de circonstance après la campagne de 1940.
- Spigot gun (en) britannique. Arme de circonstance après la campagne de 1940.
- Projector Infantry Anti Tank britannique. Largement diffusé.

Arme anti-submersible :
- Hérisson britannique : largement diffusé et très efficace. Copié par les Soviétiques en tant que MBU-200.

Arme anti-fortification :
- 20 cm leichter Ladungswerfer (en) et 38 cm schwerer Ladungswerfer (en) allemands.
- Char Churchill AVRE (en) britannique : avec une charge de 290 mm.
- Mortier Type 98 320 mm japonais : en pratique, c'était plus une arme psychologique que destructrice.
- Char Matilda Hedgehog (en) australien : adaptation du Hérisson en arme terrestre. Elle n'a pas vu le feu.

Lance-grenades :
- Granatenwerfer 16 et d'autres mortiers légers de la Première Guerre mondiale.

Une application particulière est le mortier silencieux par fermeture du tube de lancement à l'arrière du projectile, piégeant les gaz générateurs de bruit, après éjection du berceau pourvu d'une tige :
- Lance-grenades individuel Mle F1 belge : en service en France en 2015.

Si la plupart des grenades à fusil utilisent l'énergie transmise par une balle (éventuellement en bois) tirée de manière classique, certaines reposent sur le principe du spigot avec une charge propulsive dans le tube du projectile.
- Grenade à main type 91 japonaise.

### Lance-mine de forteresse

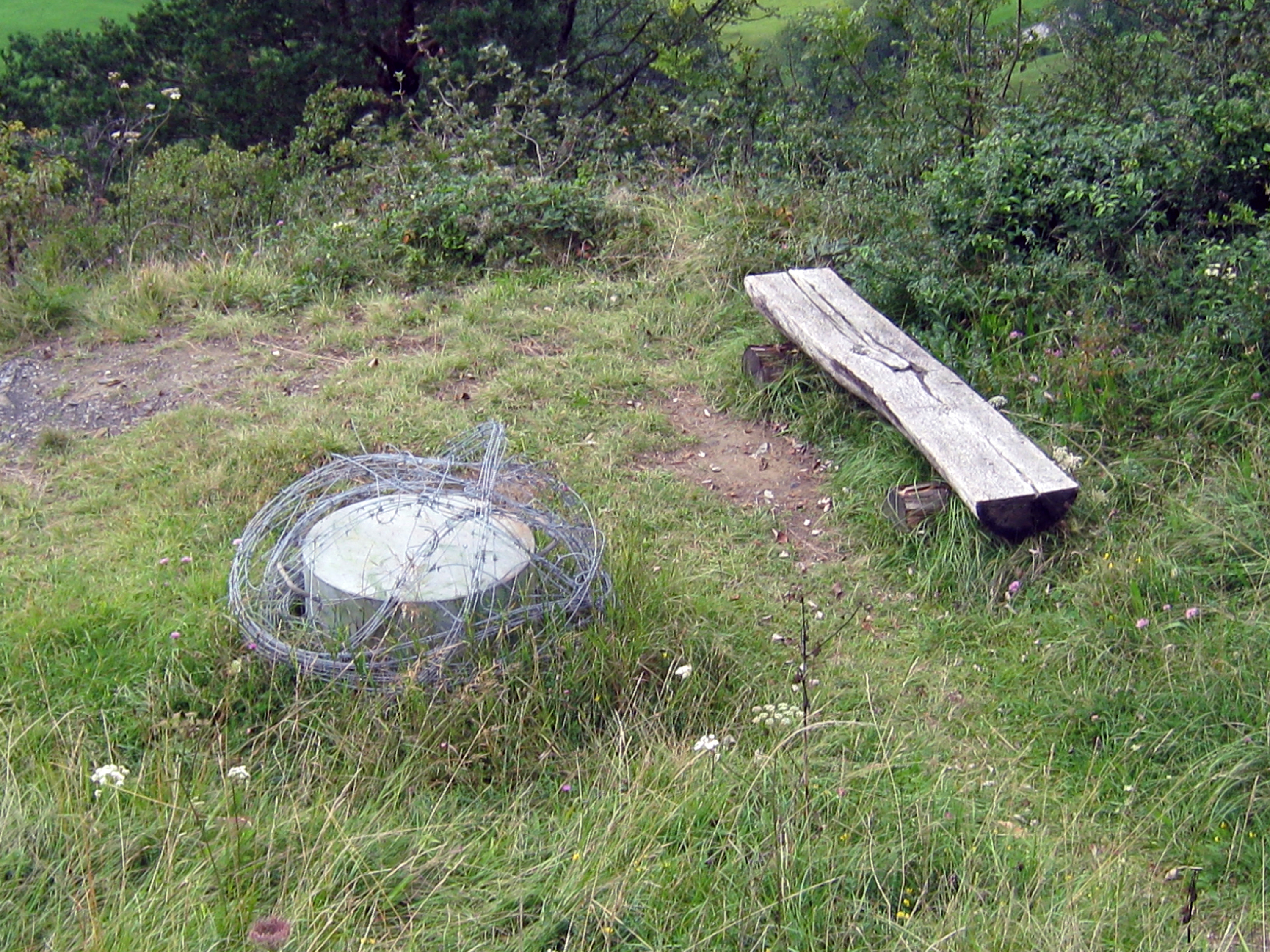
Extérieur d'un lance-mines de 81 mm du fort d'artillerie de Magletsch.

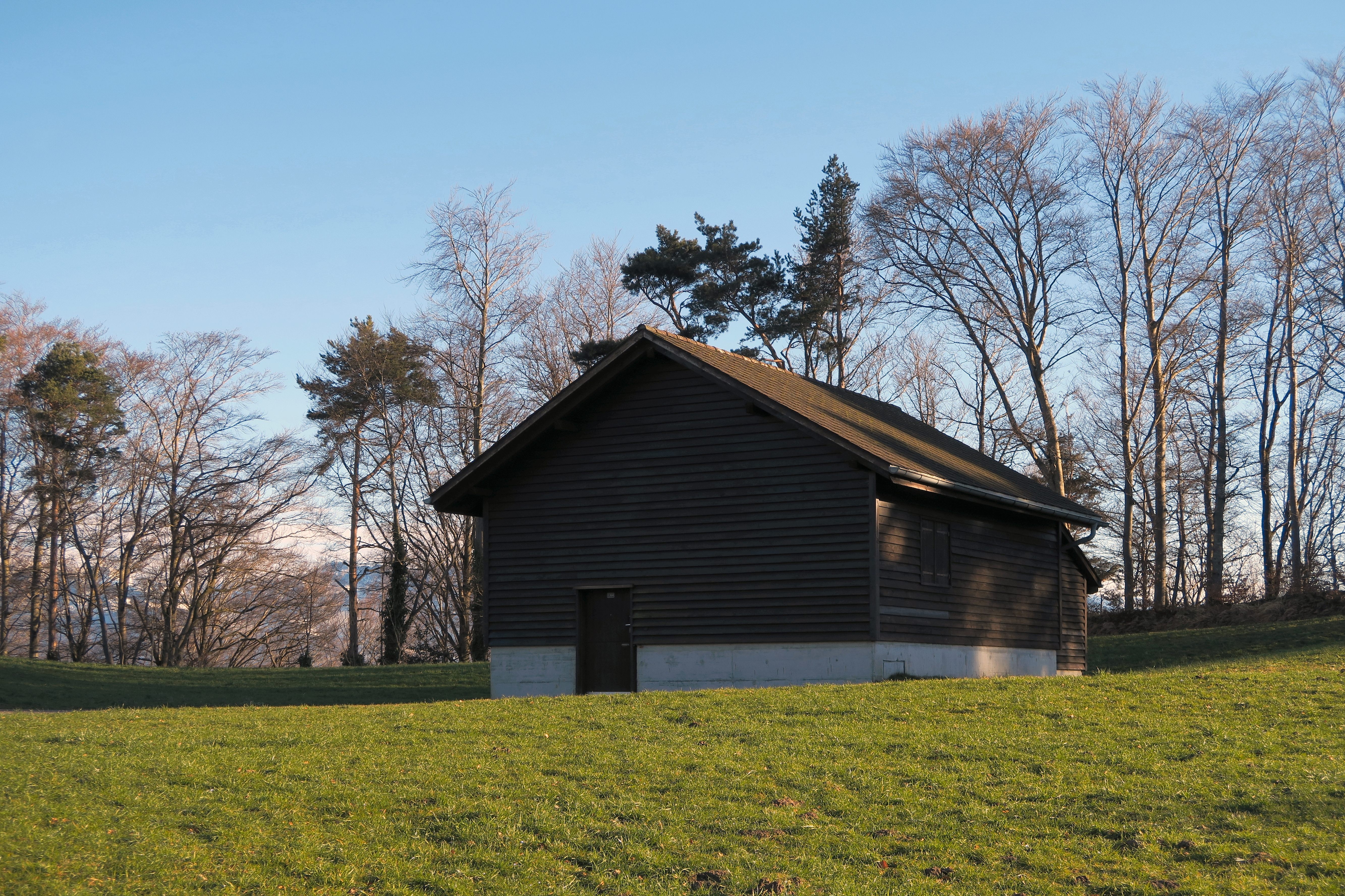
Entrée d'un monobloc abritant un lance-mines de forteresse bitube 12 cm. La position du lance-mines à proprement parler est quelque part dans le terrain autour de ce bâtiment.

L'Armée suisse a mis sous cloche différents types de lance-mines dans ses forteresses (de) ou des monoblocs. Dans les Alpes, la météorologie et le terrain limitent toujours la mobilité. L'artillerie de forteresse, et notamment le lance-mines, reste un important moyen d'appui.
Lance-mine de forteresse de 81 mm
Le lance-mines de forteresse 8,1 cm 1956/60 a été mis en service à partir des années 1950.
Lance-mine de forteresse de 120 mm
Le lance-mines d'un calibre de 120 mm développé en 1959 et d'une portée de 8 km a été modernisé et mis sous cloche dans des monoblocs ou sous roche sous le nom de lance-mines de forteresse bitube 12 cm à partir de 1987. Sa portée maximale est alors étendue à 9 km et à une cadence de tir de 12 coups par minute par tube ou 24 coups par minute par monobloc. Plus de 100 monoblocs lance-mines de forteresse bitube 12 cm ont été construits dans le pays. Il a été conçu pour un appui-feu immédiat aux bataillons et compagnies d'infanterie. Il était capable de combattre les blindés grâce à la munition antichar Strix, dotée d'une tête chercheuse infrarouge. Il existe quatre plans principaux : le monobloc sur deux étages avec entrée verticale, le monobloc sur un étage avec une entrée verticale ou une entrée horizontale et l'ouvrage en casemate ou sous roche.
Ces ouvrages ont été mis hors service en 2011 en même temps que les canons de forteresse de 15,5 cm BISON (de).

## Évolutions

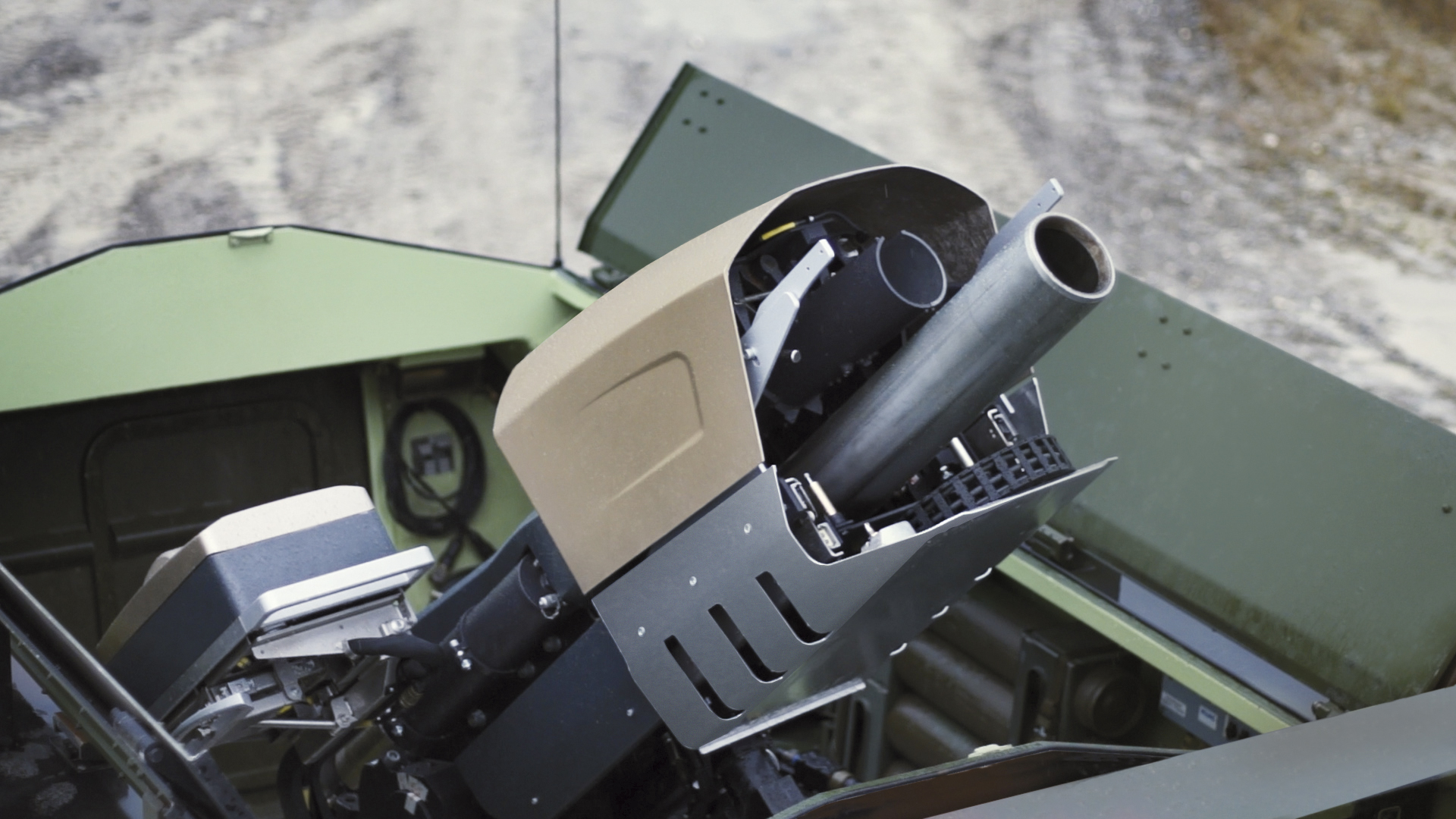
mortier semi-automatique RUAG Cobra

On compte désormais des mortiers semi-automatiques comme le RUAG Cobra.

## Autres utilisations

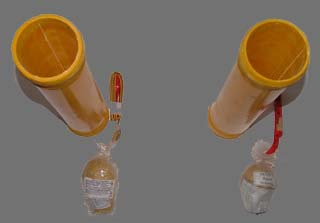
Deux mortiers de diamètre 75 mm en fibre de verre (pour pyrotechnie) accompagnés de leurs bombes respectives qui seront logées par la suite.

### Pyrotechnie
Le principe du mortier est très couramment utilisé en pyrotechnie, notamment pour le tir de feux d'artifice. En effet, la bombe pyrotechnique destinée à produire un effet dans le ciel est d'abord introduite dans le mortier et mise à feu à l'aide d'un dispositif électrique (inflammateur). Le principe du tir au mortier en pyrotechnie est sensiblement le même que celui utilisé à des fins militaires.

### Tirs de mortiers d'artifice
L’expression « tir de mortier », fréquente dans les journaux depuis la fin des années 1990, désigne l'usage détourné de mortiers d'artifice ou de chandelles romaines, non pour des feux d'artifice mais pour servir d’armes. L'emploi de ces « engins pyrotechniques sauvages » donne lieu à de fréquents arrêtés préfectoraux interdisant le port et le transport d’artifices de divertissements, mais s'avère difficile à enrayer. Propulsés non en direction du ciel mais en tirs tendus contre des personnes, ces engins peuvent occasionner d’importantes blessures, le plus souvent des brûlures ; le projectile peut aussi casser un os, voire arracher un doigt ou une main, ou déclencher des incendies,.

### Avalanches
Le mortier est également utilisé pour le déclenchement préventif d'avalanche, notamment en Suisse.

## Prix
Un obus de mortier de 120 mm coute 2 000 $ (2015). Un obus de mortier guidé par GPS de 120 mm coute 18 000 $ (2015). Un obus de mortier de 81 mm coute 600 $ (2021).